# Louis Van Bressem
 (novembre 2019).

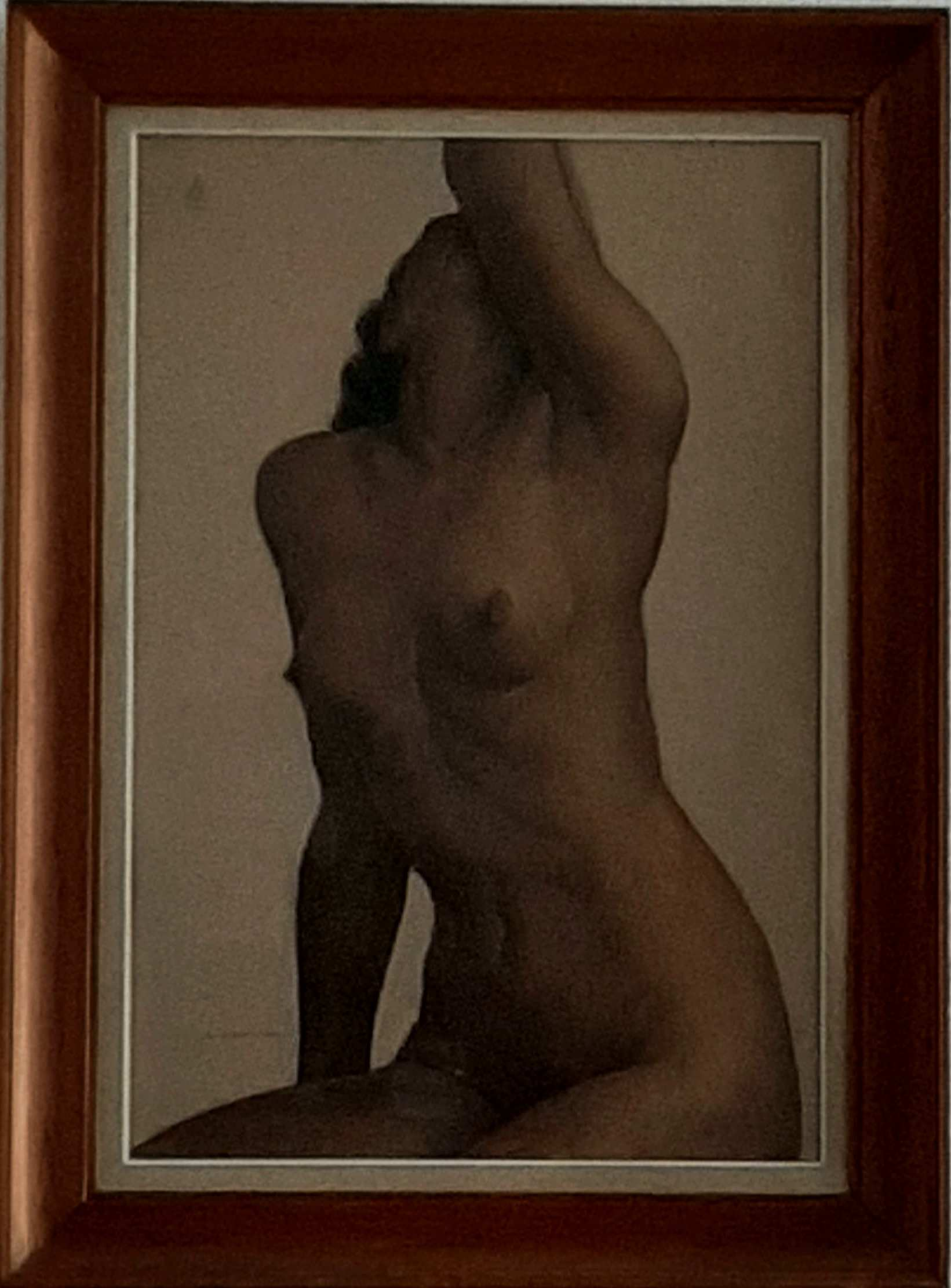
Jeune femme nue, assise.

Louis Eugène Van Bressem (Saint-Gilles, 18 septembre 1890 - Grivegnée, 17 janvier 1971) est un peintre belge. Il peint des paysages, des figures et des nus.  

## Biographie
Louis Van Bressem a étudié aux Académies de St Gilles, d'Etterbeek et d'Ixelles.  
Il a été classé parmi les lauréats du Salon 1963 de la Société des artistes français au Grand Palais des Champs Élysées à Paris.  